# Gabrio Casati

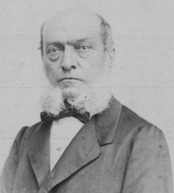
Gabrio Casati.

Gabrio Casati, född den 2 augusti 1798, död den 13 november 1873, var en italiensk greve och statsman. Han var bror till Teresa Gonfalonieri.
Casati var 1837–1848 podestà i Milano och blev därefter vid revolutionsrörelsens utbrott president i den provisoriska regeringen i nämnda stad. Som sådan verkade han för föreningen med Piemonte. Han flyttade sedan över till Piemonte, var från 27 juli till 23 augusti 1848 president i fusionsministären i Turin och juli 1859–januari 1860 undervisningsminister samt sedermera under fyra år president i senaten.